# Prefectura de Mequinez
La prefectura de Mequinez es una de las prefecturas de Marruecos, parte de la región de Fez-Mequinez. Tiene 713.609 habitantes censados en 2004.

## División administrativa
La prefectura de Mequinez consta de 7 municipios y 18 comunas:

### Municipios
- Al Machouar-Stinia
- Boufakrane
- Mequinez
- Moulay Driss Zerhoun
- Málaga
- Ouislane
- Toulal

### Comunas
| - Ain Jemaa - Ain Karma - Ain Orma - Ait Ouallal - Charqaoua - Dar Oum Soltane - Dkhissa - Haj Kaddour - Karmet Ben Salem | - Majjate - M'Haya - Mrhassiyine - N'Zalat Bni Amar - Oualili - Oued Jdida - Oued Rommane - Sidi Abdallah al Khayat - Sidi Slimane Moul al Kifane |